# Plaza de Cervantes (San Sebastián)
La plaza de Cervantes es un espacio público de la ciudad española de San Sebastián.

## Descripción

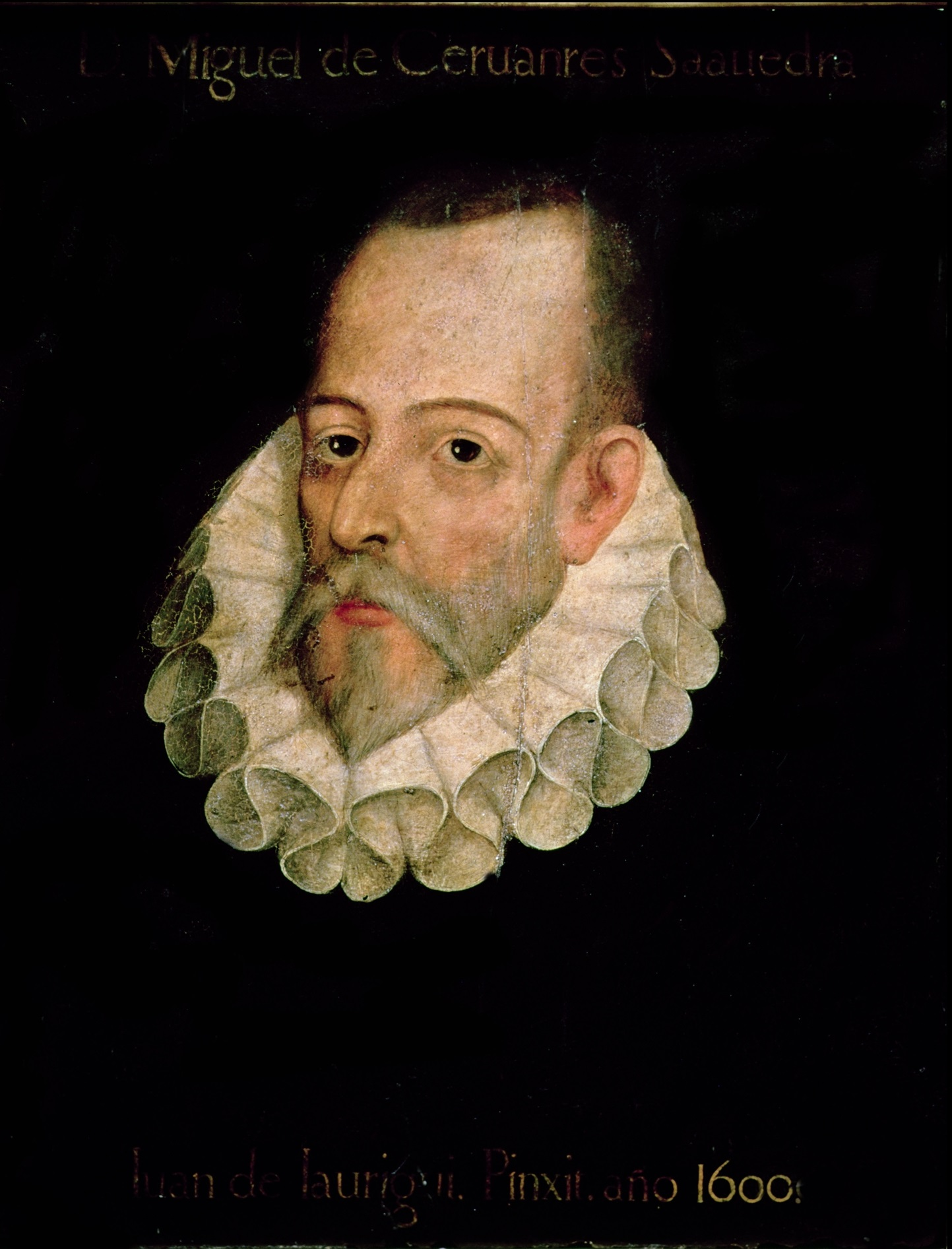
Miguel de Cervantes Saavedra da nombre a la plaza desde 1905

La plaza se encuentra junto a la playa de la Concha, encerrada por la calle de Miramar y la avenida de la Libertad. Lleva el nombre que honra al novelista, poeta y dramaturgo Miguel de Cervantes Saavedra (1547-1616) desde el año 1905, coincidiendo con el tercer centenario de la publicación de El ingenioso hidalgo don Quijote de la Mancha. Aparece descrita en Las calles de San Sebastián (1916) de Serapio Múgica Zufiria con las siguientes palabras:

Plaza de Cervantes.—En sesión de 11 de Marzo de 1905 se acordó que el espacio triangular que da frente a la calle de Miramar y a la Avenida, se le denominase en lo sucesivo «Plaza de Cervantes». Adoptóse esta resolución con ocasión del tercer centenario de la publicación del Quijote para enaltecer el nombre del inmortal y regocijado escritor que pobló los reinos del arte con personajes que tienen vida más duradera y resistente que las de carne y hueso que vemos todos los días. Ni el Quijote ni Sancho son extraños en parte alguna en que se lean libros y se admire la facultad maravillosa de los artistas de genio, que como Cervantes, supieron rivalizar con la naturaleza en el privilegio de infundir vida a sus creaciones.
(Múgica Zufiria, 1916, p. 157)